# Estat estacionari
|  | Per a altres significats, vegeu «Estat estacionari (mecànica quàntica)». |

Un sistema en estat estacionari té nombroses propietats que no varien en el temps. Això implica que per qualsevol propietat p del sistema, la derivada parcial respecte del temps és zero:
{\displaystyle {\frac {\partial p}{\partial t}}=0}
El concepte d'estat estacionari és rellevant en molts camps, particularment en termodinàmica, economia i enginyeria. L'estat estacionari és una situació més general que l'equilibri dinàmic. Si un sistema està en estat estacionari, llavors el comportament del sistema observat recentment continuarà en el futur. En sistemes estocàstics, les probabilitats que diversos estats es repetiran romandran constants.
En molts sistemes no s'aconsegueix l'estat estacionari fins que ha passat un temps després que el sistema s'hagi iniciat. Aquesta situació inicial se sol anomenar «estat transitori».